# Peziza labessiana
Peziza labessiana är en svampart som först beskrevs av Jean Louis Emile Boudier, och fick sitt nu gällande namn av Sacc. & Traverso 1911. Peziza labessiana ingår i släktet Peziza och familjen Pezizaceae.   Inga underarter finns listade i Catalogue of Life.